# Думаки
Думаки — индоевропейский язык в северных районах Пакистана. Распространён в нескольких деревнях округа Гилгит территории Гилгит-Балтистан. По данным на 1989 год число носителей составляло около 500 человек; по данным на 2004 год — около 350 носителей. Близок к полному вымиранию. Ранее думаки относили к дардской группе языков. Носители обычно владеют языками соседних этнических групп — шина и бурушаски, иногда также урду.